# Asklepiaden
Als Asklepiaden bezeichneten sich im alten Griechenland ursprünglich Familien und Personen, die ihre Abstammung auf den Heilgott Asklepios bzw. dessen Sohn Podaleirios zurückführten oder als deren Jünger auftraten. Sie versuchten dadurch häufig, ihre im weitesten Sinne medizinischen Tätigkeiten zu legitimieren. Geschichtliches Zeugnis davon gibt der Asklepiadeneid und speziell der Eid des Hippokrates. Diesen Eid schworen die Ärzte beim Antritt ihres Berufs. Auch die berühmten Arztgestalten der griechischen Antike Hippokrates von Kos und Ktesias von Knidos beriefen sich auf den Heilgott Asklepios. 
Es gab Asklepiaden (und Asklepiadenschulen) etwa in Trikka in Thessalien, Epidauros im nordöstlichen Peloponnes, auf der Insel Rhodos und auf der Insel Kos sowie in der ihr auf dem Festland gegenüberliegenden Stadt Knidos. In Knidos gab es eine Ärzteschule, die mit der von Kos konkurrierte.
Der Mediziner Asklepiades von Bithynien aus Prusa hat den Namen hingegen nur als Ehrenbezeichnung angenommen.
Nachdem sich die Medizin vom Religiösen zu lösen begonnen und sich ein freier Ärztestand gebildet hatte, bezeichnet das Wort Asklepiade später auch den Arzt schlechthin.